# Skaly Juzhnye (Königin-Maud-Land)
Die Skaly Juzhnye (englische Transkription von russisch Скалы Южные Skaly Juschnyje, deutsch ‚Südfelsen‘) sind ein Nunatak an der Prinzessin-Martha-Küste des ostantarktischen Königin-Maud-Lands. Er ragt am Südrand des Fimbul-Schelfeis auf.
Russische Wissenschaftler benannten ihn.